# 霍姆布魯克鎮區 (明尼蘇達州卡斯縣)
霍姆布魯克鎮區（英語：Home Brook Township）是一個位於美國明尼蘇達州卡斯縣的行政鎮區。

## 人口
根據2020年美國人口普查的數據，霍姆布魯克鎮區的面積為93.90平方千米，當中陸地面積為93.30平方千米，而水域面積為0.60平方千米。當地共有人口263人，而人口密度為每平方千米3人。